# Distrikt Yánac
Der Distrikt Yánac liegt in der Provinz Corongo in der Region Ancash in West-Peru. Der Distrikt wurde am 15. Juni 1936 gegründet. Er besitzt eine Fläche von 46,8 km². Beim Zensus 2017 wurden 673 Einwohner gezählt. Im Jahr 1993 lag die Einwohnerzahl bei 826, im Jahr 2007 bei 747. Die Distriktverwaltung befindet sich in der 2860 m hoch gelegenen Ortschaft Yánac mit 260 Einwohnern (Stand 2017). Yánac liegt 6,5 km südsüdöstlich der Provinzhauptstadt Corongo.

## Geographische Lage
Der Distrikt Yánac liegt an der Westflanke der peruanischen Westkordillere im zentralen Osten der Provinz Corongo. Der Río Manta, ein rechter Nebenfluss des Río Santa, fließt entlang der nordwestlichen Distriktgrenze nach Südwesten und entwässert das Areal. 
Der Distrikt Yánac grenzt im Nordwesten an den Distrikt Corongo, im Norden an den Distrikt Aco, im Nordosten und Osten an den Distrikt Cusca sowie im Süden an den Distrikt La Pampa.